# Internationaux de Tennis Feminin Nice 2001
L'Internationaux de Tennis Feminin Nice 2001 è stato un torneo di tennis giocato sul cemento indoor. È stata la 1ª edizione del torneo, che fa parte della categoria Tier II nell'ambito del WTA Tour 2001.
Si è giocato a Nizza in Francia dal 12 al 18 febbraio 2001.

## Campionesse

### Singolare
Amélie Mauresmo ha battuto in finale  Magdalena Maleeva con il punteggio di 6–2, 6–0

### Doppio
Émilie Loit /  Anne-Gaëlle Sidot hanno battuto in finale  Kimberly Po /  Nathalie Tauziat con il punteggio di 1–6, 6–2, 6–0